# Hichem Chérif El-Ouazzani
Pour les articles homonymes, voir Chérif El-Ouazzani et Ouazzani.
Hichem Chérif El-Ouazzani (en arabe : هشام الشريف الوزاني) est un footballeur algérien né le 17 janvier 1996 à Oran. Il évolue au poste de milieu de terrain à l'ASM Oran.

## Biographie
Il participe à la Ligue des champions d'Afrique et à la Coupe de la confédération avec l'équipe du MC Alger.
Il joue son premier match en équipe d'Algérie le 18 août 2017, contre la Libye, lors des éliminatoires du CHAN 2018 (score : 1-1).

## Matches internationaux
Le tableau suivant liste les rencontres de l'équipe d'Algérie dans lesquelles Hichem Chérif El-Ouazzani a été sélectionné depuis le 9 mai 2018 jusqu'à présent.
| Matchs internationaux de Hichem Chérif El-Ouazzani | Matchs internationaux de Hichem Chérif El-Ouazzani | Matchs internationaux de Hichem Chérif El-Ouazzani | Matchs internationaux de Hichem Chérif El-Ouazzani | Matchs internationaux de Hichem Chérif El-Ouazzani | Matchs internationaux de Hichem Chérif El-Ouazzani | Matchs internationaux de Hichem Chérif El-Ouazzani |
|                                                    | Date                                               | Lieu                                               | Adversaire                                         | Score                                              | Compétition                                        | Notes                                              |
| -------------------------------------------------- | -------------------------------------------------- | -------------------------------------------------- | -------------------------------------------------- | -------------------------------------------------- | -------------------------------------------------- | -------------------------------------------------- |
| 1                                                  | 9 mai 2018                                         | Estadio Ramón de Carranza, Cadix, Espagne          | Arabie saoudite                                    | 0 - 2                                              | Match amical                                       | Titulaire.                                         |

## Palmarès
- MC Alger
  - Vainqueur de la Super-coupe d'Algérie en 2014
  - Finaliste de la Super-coupe d'Algérie en 2016
  - Vainqueur Coupe d'Algérie en 2016
  - Vice-champion d'Algérie en 2017

## Affaire de dopage
il est suspendu par la FAF pour 2 ans pour avoir été contrôlé positif à un produit prohibé lors d'un contrôle antidopage effectué lors du match MC Alger - CR Belouizdad le 17 janvier 2019, comptant pour le Championnat d'Algérie de football. Son contrat avec la MC Alger est résilié.